# Joseph Delteil
Joseph Delteil (Villar-en-Val, 20 aprile 1894 – Grabels, 12 aprile 1978) è stato uno scrittore e poeta francese.
Fece il suo debutto letterario con collezioni di poesie, tra cui Le coeur grec (1920), con la quale vinse il Prix Archon-Despérouses, e Le cygne androgyne (1921), oltre a romanzi quali Sur le fleuve amour (1923) e Les cinq sens (1924). Le sue opere più rilevanti si concentrano su evocazioni storiche romanzate, tra cui Jeanne d'Arc (1925), col quale vinse il Prix Femina, Don Juan (1930), Le vert galant (1931) e François d'Assise (1960).
In epoche successive, scrisse opere di carattere autobiografico, come La Delteillerie (1968) e Alphabet (1973), entrambe composte in forma aforistica, e pubblicò Le Sacré Corps (1977), una raccolta che include racconti, prefazioni e poesie.
Ebbe come compagna la statunitense, Caroline Dudley Reagan, produttrice della Revue nègre.
È sepolto, insieme alla compagna Caroline, morta nel 1982, nel cimetero di Pieusse.